# Teodorico V di Kleve
Teodorico V anche detto Teodorico di Meißen; in lingua tedesca Dietrich V./VII. (Kleve) (1226 circa – 18 marzo 1275) fu conte di Kleve dal 1260 fino alla sua morte.

## Origine
Secondo il documento n°311 del Urkundenbuch für die Geschichte des Niederrheins, Volume 2 Teodorico era figlio del conte di Kleve, Teodorico IV e della sua seconda moglie, Edvige di Meißen, che secondo la Genealogica Wettinensis, era figlia del margravio di Meißen e vescovo di Merseburg Teodorico I e della moglie, Jutta di Turingia, figlia del langravio Ermanno I di Turingia e di Sofia di Sommerschenburg.
Teodorico IV di Kleve era figlio del conte di Kleve Teodorico III e della moglie Margherita d'Olanda che, secondo gli Annales Egmundani, era figlia del Conte d'Olanda Fiorenzo III e della moglie Ada di Scozia, che era figlia del potente re di Scozia, Enrico (Adam filiam Henrici prepotentis regis Scottorum), come ci conferma il capitolo nº 57a della Chronologia Johannes de Beke e sorella del re di Scozia, Malcolm (sororem Regis Scottorum nomine Ada), come ci confermano gli Annales Egmundani.

## Biografia
Di Teodorico si hanno poche notizie, ma è documentato come conte di Kleve tra il 1260 e il 1275.
Teodorico alla nascita non era l'erede della contea, in quanto il padre dal suo primo matrimonio aveva avuto un figlio maschio, anche lui di nome Teodorico (1215 - 1245), che fu conte di Dinslaken, come ci viene confermato dal documento n°265 del Urkundenbuch für die Geschichte des Niederrheins, Volume 2 in cui suo padre, Teodorico IV, nel 1242 si cita con il fratellastro primogenito (Theodericus comes Clivensis et Theodericus filius noster primogenitus); divenne erede solo dopo la morte del fratellastro nel 1245.
Teodorico lo troviamo citato in un documento, per la prima volta nel 1247 quando suo padre Teodorico IV (Theodericus comes Clivensis) assieme ai figli Teodorico e Teodorico Luf (Nostri etiam filii Theodericus et Theodericus) si schierò a favore dell'arcivescovo di Colonia Konrad von Hochstaden, come ci viene confermato dal documento n°311 del Urkundenbuch für die Geschichte des Niederrheins, Volume 2.
Nel 1249 suo padre Teodorico IV (Theodericus comes Clivensis) fece una donazione assieme ai figli Teodorico e Teodorico Luf (filii nostri et consentienti Theodericus senior et Theodericus Lȯf), ed Eberardo (Everardus miles filius noster), come ci viene confermato dal documento n°356 del Urkundenbuch für die Geschichte des Niederrheins, Volume 2.
Il conte Teodorico IV, dopo il 1255, divise il governo con i suoi figli di secondo letto, Teodorico e Teodorico Luf; Teodorico governò Hülchrath e le parti meridionali della contea di Kleve in modo indipendente.
Suo padre Teodorico IV morì il 24 maggio 1260, e, nella contea di Kleve, gli succedette Teodorico, figlio primogenito di secondo letto, come Teodorico V, come ci viene confermato dal documento n°492 del Urkundenbuch für die Geschichte des Niederrheins, Volume 2, datato giugno 1260, in cui Teodorico, nuovo conte di Kleve (Theodericus Clivensis comes), fece una donazione in suffragio dei genitori (patris nostri Theoderici comitis et matris nostre Hadewigis).
Durante il periodo del suo governo, a volte, dovette trattare con il fratello minore Teodorico Luf, al quale concesse la contea di Hülchrath (Theodericus dictus Loef de Clyuo comes de Hilkerodhe), come da documento n°66 del Gedenkwaardigheden uit de geschiedenis van Gelderland; inoltre sotto Teodorico V Dinslaken, Orsoy, Büderich e probabilmente anche Huissen e Kranenburg ottennero i diritti di città.
Teodorico V morì nel 1275 e gli succedette il figlio maschio primogenito, anche lui di nome Teodorico, come Teodorico VI (Nos Theodericus comes Cliuensis), come risulta dal documento n°1 del Codex diplomaticus Neerlandicus, verzameling van oorkonden, Parte 1, datato 1277.
Dopo la sua morte fu probabilmente sepolto nella chiesa del monastero di Bedburg.

## Matrimoni e discendenza
Dal 1255 Teodorico (Theodoricio seniori filio domini Theodorici comitis Clivensis), come confermano gli Annales Cliviae, Juliae, Montium, Marcae Westphalicae, Ravensbergae, era sposato con Alida di Heinsberg, figlia di Enrico I di Heinsberg (Aleydis filia domini de Hinsberg), che portò in dote vasti possedimenti: Hülchrath e Saffenburg (dominia de Hilckerade et medietas dominii de Saffenberg); il contratto di matrimonio tra Teodorico (Th. filius comitis Clivensis senior) e Alida (Henricus dominus de Heimesberg cum Aleide filia sua), nel quale viene citata la dote (castrum suum Saffenberg) era stato redatto il 22 settembre di quello stesso anno, come da documento n°419 del Urkundenbuch für die Geschichte des Niederrheins, Volume 2. Alida (Aleydis comitissa Clevensis) nello stesso anno della morte del marito fece una donazione in memoria di Teodorico (nostri mariti felicis recordationis domini Th. comitis Clevenis) come da documento n° 685 del Urkundenbuch für die Geschichte des Niederrheins, Volume 2.
Teodorico V dalla moglie, Alida, ebbe sei figli:
- Teodorico[11] (1256 - 1305), conte di Kleve[10];
- Teodorico(1258), Prevosto a Xanten[11];
- Matilde (1260 - 1309), che sposò il primo langravio d'Assia, Enrico I, come da documento n°CLXXIX del Hessische Landesgeschichte, Volume 3[16].
- Teodorico di Luf II[11] (1262 - 1308), conte di Hülchrath[9];
- Agnese (1264 - 1312), suora a Bedburg;
- Ermengarda di Cleve, (1266 - 1319), che sposò prima il conte Corrado I di Saffenburg (contea della Renania-Palatinato) e poi il conte di Berg Guglielmo I, come ci viene confermato dal documento n°CCXXXI dell'Akademische Beiträge zur Gülch- und Bergischen Geschichte, band III[17].

## Ascendenza
|                                  |                                |                                  | Genitori                                |  |  | Nonni |  |  | Bisnonni                     |  |  | Trisnonni                 |  |
|                                  |                                |                                  |                                         |  |  |       |  |  | Teodorico II, conte di Kleve |  |  | Arnoldo I, conte di Kleve |  |
|                                  |                                |                                  |                                         |  |  |       |  |  | Teodorico II, conte di Kleve |  |  | Arnoldo I, conte di Kleve |  |
|                                  |                                | Ida di Lovanio                   |                                         |  |  |       |  |  | Teodorico II, conte di Kleve |  |  |                           |  |
| Teodorico III, conte di Kleve    |                                |                                  |                                         |  |  |       |  |  | Teodorico II, conte di Kleve |  |  |                           |  |
|                                  |                                | Adelaide di Sulzbach             | Gerardo III, conte di Sulzbach          |  |  |       |  |  |                              |  |  |                           |  |
|                                  |                                | Adelaide di Sulzbach             | Gerardo III, conte di Sulzbach          |  |  |       |  |  |                              |  |  |                           |  |
|                                  |                                | Adelaide di Sulzbach             | Matilde di Baviera                      |  |  |       |  |  |                              |  |  |                           |  |
| Teodorico IV, conte di Kleve     |                                | Adelaide di Sulzbach             |                                         |  |  |       |  |  |                              |  |  |                           |  |
|                                  |                                | Fiorenzo III, conte d'Olanda     | Teodorico VI, conte d'Olanda            |  |  |       |  |  |                              |  |  |                           |  |
|                                  |                                | Fiorenzo III, conte d'Olanda     | Teodorico VI, conte d'Olanda            |  |  |       |  |  |                              |  |  |                           |  |
|                                  |                                | Fiorenzo III, conte d'Olanda     | Sofia di Rheineck                       |  |  |       |  |  |                              |  |  |                           |  |
| Margherita d'Olanda              |                                | Fiorenzo III, conte d'Olanda     |                                         |  |  |       |  |  |                              |  |  |                           |  |
|                                  |                                | Ada di Scozia                    | Enrico di Scozia                        |  |  |       |  |  |                              |  |  |                           |  |
|                                  |                                | Ada di Scozia                    | Enrico di Scozia                        |  |  |       |  |  |                              |  |  |                           |  |
|                                  |                                | Ada di Scozia                    | Ada de Warenne                          |  |  |       |  |  |                              |  |  |                           |  |
| Teodorico V, conte di Kleve      |                                | Ada di Scozia                    |                                         |  |  |       |  |  |                              |  |  |                           |  |
|                                  | Ottone II, margravio di Meißen | Corrado, margravio di Meißen     |                                         |  |  |       |  |  |                              |  |  |                           |  |
|                                  | Ottone II, margravio di Meißen | Corrado, margravio di Meißen     |                                         |  |  |       |  |  |                              |  |  |                           |  |
|                                  | Ottone II, margravio di Meißen | Liutgarda di Elchingen           |                                         |  |  |       |  |  |                              |  |  |                           |  |
| Teodorico I, margravio di Meißen | Ottone II, margravio di Meißen |                                  |                                         |  |  |       |  |  |                              |  |  |                           |  |
|                                  |                                | Edvige di Brandeburgo            | Alberto I, margravio di Brandeburgo     |  |  |       |  |  |                              |  |  |                           |  |
|                                  |                                | Edvige di Brandeburgo            | Alberto I, margravio di Brandeburgo     |  |  |       |  |  |                              |  |  |                           |  |
|                                  |                                | Edvige di Brandeburgo            | Sofia di Winzenburg                     |  |  |       |  |  |                              |  |  |                           |  |
| Edvige di Meißen                 |                                | Edvige di Brandeburgo            |                                         |  |  |       |  |  |                              |  |  |                           |  |
|                                  |                                | Ermanno I, langravio di Turingia | Ludovico II, langravio di Turingia      |  |  |       |  |  |                              |  |  |                           |  |
|                                  |                                | Ermanno I, langravio di Turingia | Ludovico II, langravio di Turingia      |  |  |       |  |  |                              |  |  |                           |  |
|                                  |                                | Ermanno I, langravio di Turingia | Giuditta di Svevia                      |  |  |       |  |  |                              |  |  |                           |  |
| Jutta di Turingia                |                                | Ermanno I, langravio di Turingia |                                         |  |  |       |  |  |                              |  |  |                           |  |
|                                  |                                | Sofia di Sommerschenburg         | Federico VI, conte palatino di Sassonia |  |  |       |  |  |                              |  |  |                           |  |
|                                  |                                | Sofia di Sommerschenburg         | Federico VI, conte palatino di Sassonia |  |  |       |  |  |                              |  |  |                           |  |
|                                  |                                | Sofia di Sommerschenburg         | Liutgarda di Salzwedel                  |  |  |       |  |  |                              |  |  |                           |  |
|                                  |                                | Sofia di Sommerschenburg         |                                         |  |  |       |  |  |                              |  |  |                           |  |